# Dragon György
Dragon György Gábor, becenevén Gyu (Budapest, 1966. április 26. – Százhalombatta, 2015. január 2.) magyar újságíró, számítógépes zeneszerző, videójáték-fejlesztő (Abandoned Places – A Time for Heroes (Amiga – 1992), Űrcsilliárdos (PC-2014)), szenvedélyes játék-tesztelő, a PC Guru és GameStar videójáték-magazinok korábbi szerkesztője, lelkes gamer és Commodore és Commodore Amiga gyűjtő, retro gamer. 2013-ban írta meg sci-fi regényét Űrcsilliárdos címmel, mely egy nonprofit támogatású program keretében jelent meg, és eddig (2021) két kiadást ért meg.

## Élete
Budapesten, Józsefvárosban nőtt fel. Fiatalon a Kőbányai Sörgyár SE színeiben kosárlabdázott. Játékfejlesztőként dolgozott Pécsett a 90-es évek elején. A PC Gurunál volt rovatvezető, majd megfordult több médiumnál. 1999-től a GameStar magazin író-szerkesztője. Videós műsorokat vezetett, valamint az Aréna rovat szerkesztője volt. A Netidők című rádiós műsort vezette, de megfordult több országos televíziónál is. Láthattuk-hallhattuk több tv és rádió interjúban, és rendszeresen jelen volt a játék világban (mint kritikus, tesztelő és szórakozási céllal is). Élete a számítógépes játékok világa volt, így elsősorban neki köszönhetjük a 8-16 bites és 32 bites világban megjelent konzolos és számítógépes játékokról érkező híreket, korábbi számítógépes rendszerek hazai terjedését is.
Számos újságnak publikált, diskmagek, és az underground demoscene számára is rengeteg kiadványban szerepelt, a szakma elismert, méltatott magyarországi ikonja.
Nagyon közvetlen, barátságos emberként ismerte meg a magyar és nemzetközi gamer társadalom, két lábon járó enciklopédia volt, intelligens ember, aki bármilyen témához mélységekben hozzá tudott szólni.
Ő írta a 2010-es Tengernyi Kaland című online alternatív valóságjáték forgatókönyvét, amely az Európai e-Kiválóságok platina díját nyerte el a CeBIT-en.
Önéletrajzában említi, hogy Dél-Amerikában járt egyetemre, hosszú éveket töltött Albániában. Később is sokat utazott. Komolyan foglalkozott zeneszerzéssel – egészen a Commodore 64-re írt SID zenéktől kezdve, az Amigás tracker zenéken át. Két lemeze is megjelent az interneten, space opera stílusban (Time Machine – 2009 és The Everlasting Hope Of Light). A magyar nyelven kívül spanyolul, angolul és franciául is kiválóan beszélt.

## Művei

### Regénye
- Űrcsilliárdos (magánkiadás, Százhalombatta, 2013; illusztrálta: Kinorányi Dávid)

### Novellái
- A 463-as hiba (2009)
- Ember-gép kommunikáció (2009)[2]

### Játéka
- Tengernyi Kaland – forgatókönyvíró (2010)

## Lemezei
- Time Machine (2009)
- The Everlasting Hope of Light